# Gabriel Saglio
Gabriel Saglio ist ein französischer Musiker, Sänger, Klarinettist und Komponist aus Nantes. Er ist bekannt für seine Mischung aus Chanson, Weltmusik und afrikanischen Einflüssen.

## Leben und musikalischer Werdegang
Gabriel Saglio stammt aus Nantes und begann seine musikalische Laufbahn als Mitglied der Band Les Vieilles Pies. Später trat er unter seinem eigenen Namen auf und verband in seiner Musik französische Chansontraditionen mit Elementen aus Kap Verde, Angola, Guinea-Bissau und der Karibik. Mit über 700 gespielten Konzerten gilt Saglio als einer der profiliertesten Musiker aus Nantes.

## Familienhintergrund
Er ist Teil einer künstlerischen Familie. Seine Brüder Camille (Gesang) und Matthieu Saglio (Cello) sind ebenfalls bekannte Musiker, mit denen er bereits gemeinsame Projekte wie das Album Al Alba veröffentlichte.

## Diskografie
- 2013: Premier Souffle (mit Les Vieilles Pies)
- 2015: Faut Dire Qu’On Est Là (mit Les Vieilles Pies)
- 2018: Le Chant des Rameurs (mit Les Vieilles Pies)
- 2020: Lua
- 2025: De l’infini